# Poakcja
Poakcja – zdarzenia relacjonowane w narracji, a rozgrywające się już poza ramą czasową opowiadanych zdarzeń. W odróżnieniu od przedakcji,  występuje na końcu utworu. W wielu dziełach poakcja występuje w formie epilogu informującego czytelnika o dalszych losach bohaterów. 